# Rezerwat przyrody Różanna Dęby im. Nadleśniczego Jana Rychlickiego
Rezerwat przyrody Różanna Dęby im. Nadleśniczego Jana Rychlickiego – rezerwat leśny o powierzchni 5,94 ha, położony w województwie kujawsko-pomorskim, powiecie bydgoskim, gminie Koronowo. Obszar rezerwatu podlega ochronie ścisłej.

## Lokalizacja
Pod względem fizycznogeograficznym rezerwat znajduje się w mezoregionie Dolina Brdy. Znajduje się przy zachodnim brzegu Zalewu Koronowskiego, na wschód od drogi lokalnej Koronowo – Sokole-Kuźnica.
Rezerwat jest położony w obrębie Obszaru Chronionego Krajobrazu Zalewu Koronowskiego. Zajmuje fragment kompleksu leśnego należącego do Nadleśnictwa Różanna. Wokół rezerwatu wyznaczono otulinę o powierzchni 10,95 ha.

## Historia
Rezerwat został utworzony na podstawie Rozporządzenia nr 14/2002 Wojewody Kujawsko-Pomorskiego z dnia 29 stycznia 2002 r.
W 2013 roku nadano mu imię „Nadleśniczego Jana Rychlickiego” oraz odsłonięto na skraju rezerwatu kamień upamiętniający tego wieloletniego nadleśniczego Nadleśnictwa Różanna.

## Charakterystyka
Rezerwat chroni 200-letni drzewostan dębu szypułkowego, o charakterze naturalnym. Zbiorowisko posiada charakter grądu subkontynentalnego, świetlistej dąbrowy. Ochrona ma na celu zachowanie naturalnego charakteru lasu ze względów przyrodniczych, naukowych, dydaktycznych i krajobrazowych. W tym celu następuje stopniowa naturalna eliminacja gatunków wprowadzonych sztucznie na rzecz gatunków charakterystycznych dla grądu.

## Szlak turystyczny
W pobliżu rezerwatu przebiega  pieszy szlak turystyczny „Brdy” Bydgoszcz Brdyujście – Sokole-Kuźnica – Świt 70,9 km.